# Ia Genberg
Ia Genberg (* 1967 in Stockholm) ist eine schwedische Autorin. Für ihren Roman Die Details wurde sie im Jahr 2022 mit dem August-Preis, dem wichtigsten schwedischen Literaturpreis, ausgezeichnet.

## Biografie
Ia Genberg, geboren 1967, lebt in Stockholm und arbeitet als Journalistin, Autorin und Krankenschwester.
Genberg wuchs in Stockholm auf. Nach einigen Jahren an der Universität machte sie eine Ausbildung zur Journalistin und arbeitete anschließend u. a. als freiberufliche Journalistin, Dokumentarfilmerin und Lehrerin an Volkshochschulen. Genberg lebt mit Frau und Kindern in Stockholm. In den letzten Jahren hat sie eine weitere Ausbildung zur Krankenschwester absolviert und neben ihrer schriftstellerischen Tätigkeit u. a. in der Psychiatrie gearbeitet. Mit dem Schreiben ihres ersten Romans begann sie, als sie mit ihren ersten beiden Kindern zu Hause war.
2012 debütierte sie mit dem Roman Söta Fredag. Ihr zweiter Roman, Sent farväl, erschien 2013. 2018 folgte die Erzählungssammlung Klen tröst och fyra andra berättelser om pengar.

Einen Höhepunkt ihrer Karriere als Schriftstellerin erreichte Genberg 2022 mit dem Roman Detaljerna, für den sie mit dem schwedischen August-Preis ausgezeichnet wurde. Der Roman ist 2023 in deutscher Übersetzung unter dem Titel Die Details erschienen. In der Begründung zur Preisverleihung schreibt die Jury: 
„Med vemod, precision och lågmäld humor skriver Ia Genberg fram de skärvor som skapar en människa (...). I den exakta känslan för de små detaljerna blir en hel värld levande.“ (deutsch: Mit Wehmut, Präzision und leisem Humor schreibt Ia Genberg über die Bruchstücke, die einen Menschen formen (...). Durch den feinen Sinn für die kleinen Details wird eine ganze Welt lebendig.)
Daneben wurde das Buch 2024 für den International Booker Prize nominiert.

## Werke
- Söta fredag. Weyler förlag, Stockholm 2012, ISBN 978-91-85849-78-9
- Sent farväl. Weyler förlag, Stockholm 2013, ISBN 978-91-85849-97-0
- Klen tröst och fyra andra berättelser om pengar. Weyler förlag, Stockholm 2019, ISBN 978-91-7681-107-8
- Detaljerna. Weyler förlag, Stockholm 2022, ISBN 978-91-27-17554-9
  - Die Details. Rowohlt. 2023, ISBN 978-3-498-00333-3

## Auszeichnungen
August-Preis 2022 für Detaljerna (dt. Die Details)